# Lone Helmer
Lone Helmer, född 11 december 1940, död 4 eller 15 september 1997, var en dansk skådespelare.
Helmer började sin karriär som sångerska och studerade senare vid Odense Teaters elevskola 1963-1966.

## Filmografi (urval)
- 1996 - Renters rente
- 1996 - En loppe kan også gø
- 1990 - Springflod
- 1985 - August Strindberg ett liv (TV)
- 1974 - I oxens tecken